# Phanerodon furcatus
Phanerodon furcatus és una espècie de peix pertanyent a la família dels embiotòcids.

## Descripció
- Pot arribar a fer 32 cm de llargària màxima.
- 9-11 espines i 20-26 radis tous a l'aleta dorsal i 3 espines i 29-34 radis tous a l'anal.
- 38-42 vèrtebres.
- És platejat, tot i que verdós a la part superior.
- Té una línia fosca a la base de la part posterior de l'aleta dorsal.
- Aletes generalment groguenques, llevat de les vores fosques de l'aleta de la cua.
- Presenta una taca fosca a prop de l'extrem anterior de l'aleta anal.[5][6][7]

## Hàbitat
És un peix marí, demersal i de clima subtropical que viu fins als 43 m de fondària.

## Distribució geogràfica
Es troba al Pacífic oriental: des de l'illa de Vancouver (el sud de la Colúmbia Britànica, el Canadà) fins a Punta Cabras (el nord de la Baixa Califòrnia, Mèxic).

## Observacions
És inofensiu per als humans.